# Angelina Köhler
Pour les articles homonymes, voir Köhler.
Angelina Köhler, née le 12 novembre 2000 à Dernbach, est une nageuse allemande spécialiste du papillon.

## Biographie
Angelina Köhler participe d'abord aux Championnats d'Europe juniors 2016 puis aux Championnats du monde juniors 2017 à Indianapolis où elle termine cinquième au 50 mètres nage libre. Elle obtient son plus grand succès chez les juniors aux Jeux Olympiques de la Jeunesse de 2018 en remportant l'argent au 100 mètres papillon et le bronze au 50 mètres papillon.
Aux Championnats du monde séniors 2019 à Gwangju, elle atteint les demi-finales du 100 mètres papillon. Aux Championnats d'Europe en petit bassin 2019 à Glasgow, elle accède aux finales du 100 et du 200 mètres papillon.
En 2022, elle participe aux championnats du monde à Budapest et participe au relais mixte allemand 4 × 100 m quatre nages.
Le 21 avril 2023, elle améliore le record national allemand du 100 mètres papillon vieux de sept ans à 57,22 s. En juillet 2023, elle fait partie de la délégation allemande aux mondiaux de Fukuoka: son meilleur résultat en individuel est une 5e place pour le 100m et en relais une 8e place pour le relais 4 x 100 mètres quatre nages mixte .Elle participe en décembre 2023 aux championnats d'Europe de natation en petit bassin 2023 d'où elle en ressort avec un titre sur 200 m papillon et une médaille d'argent sur 100m.
En 2024, aux championnats du monde au Qatar, elle remporté l'or au 100 mètres papillon avec un temps de 56,28 stout en améliorant encore le record national lors de la demi-finale l'abaissant à 56,11 s.

## Palmarès

### Championnats du monde

#### Grand bassin
| Édition   | Épreuve       | Épreuve        | Épreuve        |
| Édition   | 50 m papillon | 100 m papillon | 200 m papillon |
| Doha 2024 |               | Or 56 s 28     |                |